# Kiss
Kiss (často stylizováno jako KISS) byla americká rocková skupina založená v roce 1973 v New Yorku. Původní sestavu tvořili Paul Stanley (doprovodná kytara, zpěv), Gene Simmons (baskytara, zpěv), Ace Frehley (sólová kytara, zpěv) a Peter Criss (bicí, zpěv). Skupina proslula svým rozpoznatelným makeupem, jevištními kostýmy a především teatrálními živými vystoupeními, na kterých se hojně užívaly pyrotechnické efekty, prvky hororu v podobě plivání umělé krve, chrlení ohně, kouřící/střílející kytary nebo levitující bicí soupravy. Kapela za svoji existenci prošla několika změnami v sestavě, přičemž ústřední dvojice Stanley/Simmons zůstala až do konce. Poslední sestavu, která vydržela takřka dvě dekády, tvořili ještě kytarista Tommy Thayer a bubeník Eric Singer.
Členové kapely se svým makeupem a kostýmy pasovali do rolí komiksových postav: Paul Stanley představoval postavu hvězdného dítěte "The Starchild", Gene Simmons, inspirován zálibou v hororových filmech a komiksech, vytvořil postavu "The Demon", Ace Frehley, celoživotní fanoušek kosmu a sci-fi, zase personu mimozemšťana "The Spaceman/Space Ace" a bubeník Peter Criss, jako milovník koček, postavu kocoura "The Catman". Po odchodu posledních dvou z kvartetu, byl do kapely přijat bubeník Eric Carr, ten přišel s postavou liščího muže "The Fox". Poslední novou personu představoval kytarista Vinnie Vincent coby egyptský válečník "Ankh Warrior". Poté, co původní členové Frehley a Criss z kapely definitivně odešli, jejich náhradníci Singer a Thayer převzali jejich persony.
Rok 1983 pro kapelu znamenal velkou změnu, rozhodla se přestat vystupovat v maskách/kostýmech a to až do roku 1996. Během této éry skupina zažila komerční oživení, úspěšně je představilo album Lick It Up s platinovou certifikací z roku 1983. Pro novou generaci fanoušků a jeho hudební videa pravidelně přehrávají na MTV. Vincent opustil kapelu v roce 1984, byl krátce nahrazen Markem St. Johnem a trvaleji Brucem Kulickem. Eric Carr zemřel v roce 1991 na rakovinu srdce a byl nahrazen Ericem Singerem. V reakci na vlnu Kiss nostalgie v polovině 90. let se původní sestava znovu sešla v roce 1996, kdy se také vrátil její make-up a jevištní kostýmy. Výsledné reunion turné bylo velmi úspěšné a vydělalo 143,7 milionů dolarů, což z něj udělalo dosud nejúspěšnější turné kapely. Criss a Frehley následně skupinu znovu opustili a byli nahrazeni Singerem a Tommym Thayerem. Kapela pokračovala se svým původním pódiovým make-upem, kdy Singer a Thayer použili původní make-up Catman a Spaceman. Po 45 letech nahrávání a vystupování se vydali na své poslední turné, End of the Road World Tour, které začalo v lednu 2019 a skončilo v New Yorku v prosinci 2023.
Kiss je považována za jednu z nejvlivnějších rockových kapel všech dob a také za jednu z nejprodávanějších kapel všech dob, která tvrdí, že prodala více než 75 milionů desek po celém světě, včetně 21 miliónu alb s certifikací RIAA. Kiss také získali 30 zlatých alb, nejvíce ze všech kapel ze Spojených států. Kiss má na svém kontě 14 platinových alb, z nichž tři získala multiplatinový status. 10. dubna 2014 byli čtyři původní členové Kiss uvedeni do Rock and Roll Hall of Fame. Kiss byli hodnoceni MTV jako devátá „největší metalová kapela všech dob“ a umístili se na desátém místě v seznamu „100 největších umělců hard rocku“ na VH1 a byl také označen jako třetí „nejlepší metalová a hardrocková živá kapela všech dob“ časopisem Loudwire.

## Historie

### Vznik skupiny

Upravené logo KISS používané v Německu, Rakousku a dalších zemích, které zakazují nacistické symboly

Logo skupiny Kiss

Kiss má své kořeny ve skupině Wicked Lester. Tuto skupinu z New Yorku vedli Gene Simmons a Paul Stanley. Wicked Lester svou tvorbou ale nedosáhli výraznějšího úspěchu.
Koncem roku 1972 mezi sebe Simmons se Stanleyem přijali veterána hudební klubové scény z New Yorku Petera Crisse a na jejich zkouškách začaly vznikat první písničky jako Strutter či Deuce.
Oproti začátkům Wicked Lester v této době skupina začala muziku přitvrzovat a po vzoru kapely New York Dolls zkoušela experimentovat se svým vzhledem. Skupina začala používat make-up, vlasy měla upravené trvalou. V lednu 1973 se k trojici kapely připojil sólový kytarista, excentrik Ace Frehley. V této době také Gene přišel s nápadem pojmenovat nově vzniklou kapelu KISS. Ace pak dostal nápad, že by písmena „SS“ na konci názvu mohla být vytvořena ze dvou blesků: KI⚡⚡ (německé edice alb skupiny však musely mít tento text upravený jako dvě obrácená „ZZ“, protože blesky silně připomínaly nacistický znak SS).

### Těžké začátky

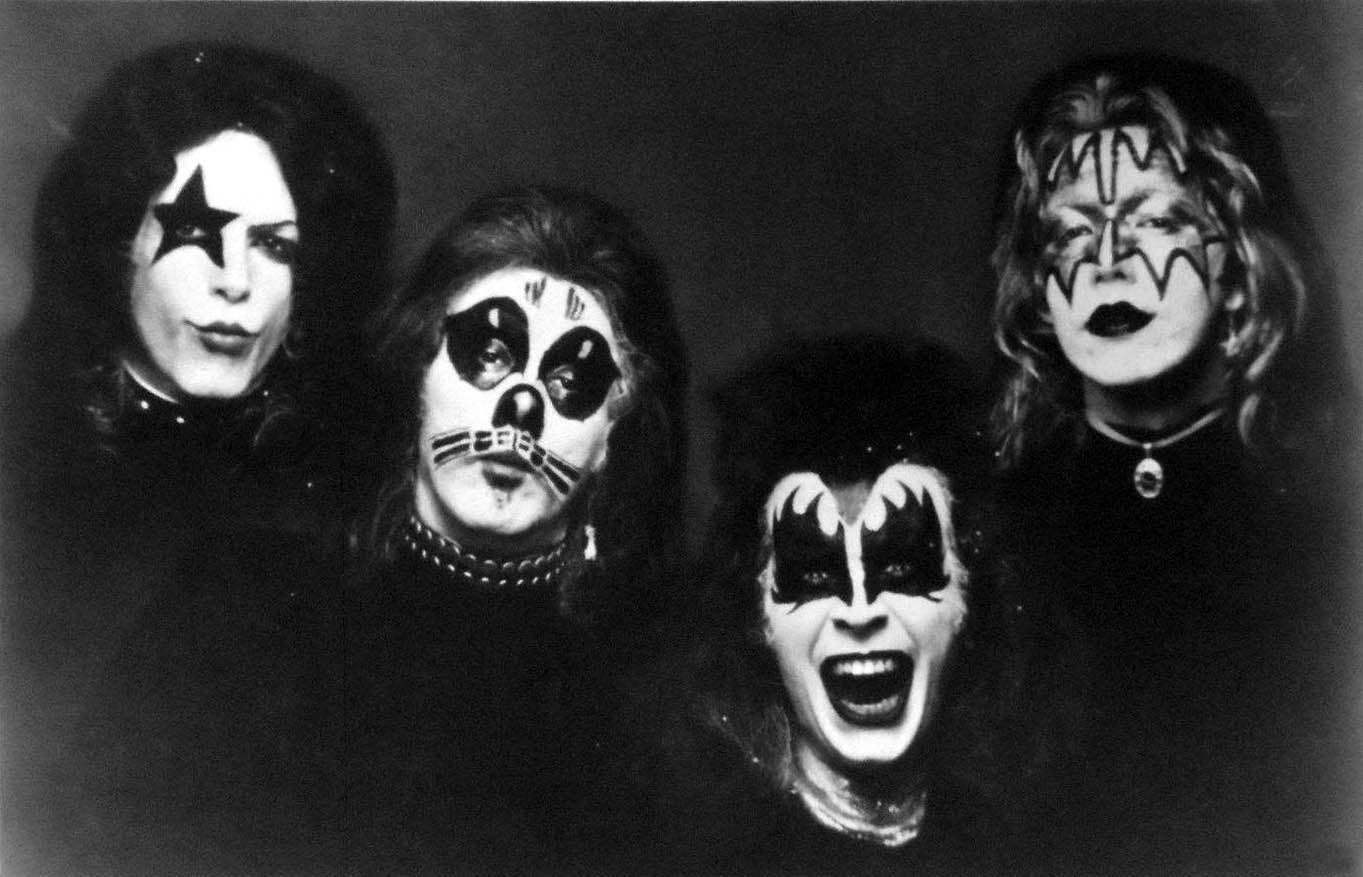
Kiss na fotce pro obal debutového alba

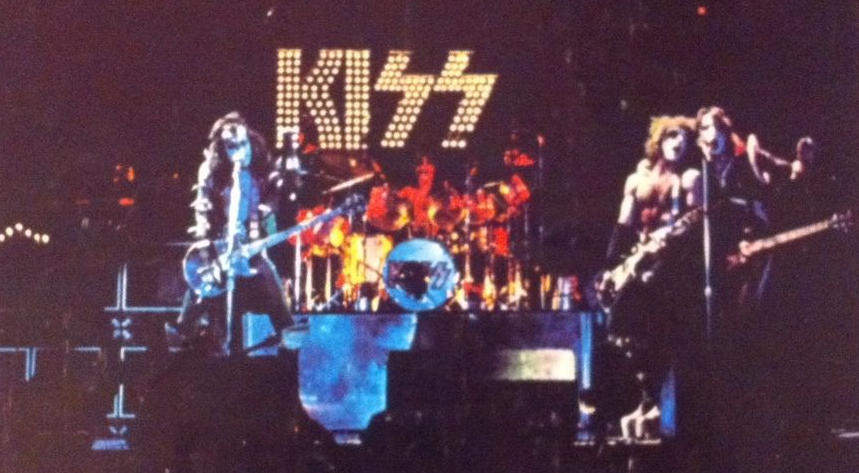
Kiss v roce 1975

První album skupina začala nahrávat 10. října 1973 v Bell Sound Studios v New Yorku. První oficiální vystoupení skupiny bylo na Academy of Music (NY), kde předskakovali kapele Blue Öyster Cult. Na tomto koncertu se stalo, že při plivání plamenů vzplanuly nalakované vlasy Geneho Simmonse.
Dne 5. února 1974 v kanadském Edmontonu na Northern Alberta Jubilee Auditorium skupina nastartovala své koncertní turné. Album s jednoduchým názvem Kiss bylo vydáno 18. února. Dne 19. února bylo v televizi ABC v programu Dicka Clarka In Concert odvysíláno první televizní vystoupení skupiny se skladbami Nothin‘ to Lose, Firehouse a Black Diamond. Dne 29. dubna skupina vystoupila v programu The Mike Douglas Show se skladbou Firehouse. Tomuto vystoupení předcházelo Douglasovo interview se Simmonsem, ve kterém se namaskovaný Gene vyjádřil, že je zosobněním zla, čímž zaujal, pobavil a zároveň uvolnil atmosféru ve zmateném hledišti.Nicméně i přes publicitu a koncertní turné se prodalo jen 75 000 nosičů prvního alba. Skupina Kiss spolu s vydavatelstvím Casablanca Records, které album produkovalo, rychle ztrácely své investice. Rozhodly se proto zkusit nahrát druhé album. Členové skupiny odletěli do Los Angeles do nahrávacího studia, aby se zde pokusili odčinit komerční neúspěch prvního alba.
Album Hotter Than Hell vyšlo 22. října 1974. Dostalo se jen na stou příčku žebříčku a jen skladba Let Me Go, Rock 'n' Roll se hrála v hitparádách. Jakmile toto album vypadlo z žebříčku, skupina se rozhodla pro zrušení probíhajícího koncertního turné a načatého nahrávaní třetího alba.
Vedení produkce tohoto alba vzal do svých rukou sám ředitel vydavatelství Casablanca Neil Bogart. Pokusil se o změnu zkresleného zvuku alba Hotter Than Hell na čistší, trochu víc popovější verzi nových skladeb. Nové album Dressed to Kill mělo mírně lepší komerční úspěch. Na tomto albu byla jedna z pozdějších klasických skladeb Kiss Rock and Roll All Nite.
I když alba skupiny Kiss nedosahovala očekávaného prodeje, byla skupina oblíbená díky své originální show na živých vystoupeních. Děly se tam takové věci, jako bylo Geneho plivání krve (směs jogurtu a potravinářské barvy), plivání plamenů, Frehleyova kytara se během sóla vznítila (efekt světel a dýmovnic, skrytých v kytaře), během Crissova bubnovaní létaly jiskry a rytmus Stanleyovy kytary byl zvýrazněn pyrotechnikou.

### Průlom

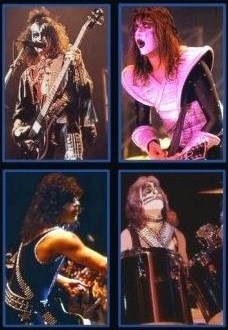
Plakát skupiny Kiss propagující koncertní turné Alive II Tour

Na konci roku 1975 bylo vydavatelství Casablanca blízko krachu a skupina Kiss byla v nebezpečí propadnutí nahrávací smlouvy s vydavatelstvím. Obě strany mohl zachránit jen komerční úspěch.
Překvapením bylo, že komerční úspěch přišel po vydání dvojalba Alive! ze živých vystoupení. Na tomto jejich prvním živém albu mínila skupina předvést to vzrušení, které provázelo jejich koncerty, chtěla vydat zvukovou verzi, kterou nebylo možno ve studiu nahrát. Album vyšlo 10. září 1975, získalo čtyřnásobnou platinu a živá verze singlu Rock and Roll All Night s kytarovým sólem se stala prvním singlem, který se dostal do Top 40.
Tato situace zachránila před finančním krachem skupinu i studio Casablanca. Po tomto úspěchu došlo ke spojení s producentem Bobem Ezrinem, který předtím spolupracoval s jinou hvězdou glam rocku Alice Cooperem. Výsledkem této spolupráce bylo zvukově i hudebně nejlépe zpracované album skupiny Kiss nazvané Destroyer, které vyšlo 15. března 1976. Na produkci alba byly využity orchestrální party, sbor a množství páskových efektů. Singl Beth se dostal na 7. příčku žebříčků a album se stalo koncem roku 1976 platinovým.
Další deskou nahranou téhož roku se KISS definitivně zařadili mezi nejpopulárnější kapely své doby. Album s názvem Rock and Roll Over bylo pokusem o získání „živého“ zvuku na studiové desce. Nahrávání proto proběhlo v jednom z Newyorských divadel a téměř naživo.
Deska se stala taktéž platinovou.
Album Love Gun vydané roku 1977 bylo zvukově velmi podobné předchozí desce a jen podtrhovalo tehdejší dominanci KISS na americkém hudebním trhu. Nejslavnější písní na desce se stal hit Love gun.
Ten se stejně jako další hity z alb Destroyer, Rock and Roll Over a Love Gun objevil i na druhém živém záznamu kapely, dvojalbu Alive II. Speciálně pro tuto desku KISS nahráli několik úplně nových písniček, jelikož prý nechtěli na koncertních šňůrách opakovat stále stejný materiál.

### Kiss business
V průběhu let 1976 až 1978 skupina Kiss vydělala na nahrávkách a živém vystupování 17,7 mil. dolarů. Vydavatelstvím Marvel Comics byl vydán komiks s postavami super hrdinů ze skupiny Kiss. Gallupův ústav výzkumu veřejného mínění zjistil, že skupina Kiss je nejpopulárnější skupina Ameriky. V japonské Budokan Hall v centru Tokia uspořádala skupina Kiss 5 vyprodaných koncertů, čím o jeden koncert překonala tehdejší rekord skupiny Beatles. Vyšla remixovaná kompilace jejich hitů, dvojalbum Double Platinum.
V této době se na trh dostal materiál, který neměl s hudbou nic společného. Kromě zmíněného komiksu to byl inkoust s „příměsí pravé krve“, ve stylu skupiny graficky zpracovaný pinball, „Kiss Your Face Makeup“ – šminkové sety, kissácké masky na Halloween, stolní hry s postavičkami skupiny a mnoho dalších „pozoruhodných suvenýrů“. Mezi roky 1977 až 1979 se na tomto materiálu prodávaném v obchodech a během koncertů podařilo podle odhadu vydělat asi 100 mil. dolarů.

### Snaha o udržení image
Skupina Kiss se v roce 1978 dostávala na svůj vrchol komerční úspěšnosti. V průběhu dvou let měla čtyři platinová alba, průměrná návštěvnost koncertů byla 13 350 lidí, hrubý příjem skupiny za rok 1977 byl 10,2 mil. dolarů. Členové skupiny spolu s kreativním manažerem Billem Aucoinem hledali cestu, jak se dostat do další úrovně popularity. Pro rok 1978 Bill určil dva způsoby, jak situaci využít.
Prvním byl nápad vydat čtyři sólová alba členů skupiny současně. I když na výrobě těchto alb navzájem nespolupracovali, byla vydána jako alba skupiny Kiss s podobným designem obalů. Alba vyšla naráz v jeden den. Byla to šance pro členy skupiny prezentovat své individuální hudební představy ve spolupráci s jinými hudebníky. Na Geneho albu hraje člen skupiny Aerosmith Joe Perry, zpívá disko hvězda Donna Summer a jeho tehdejší přítelkyně Cher. Alba, které nahráli Stanley a Frehley jsou víc hardrocková a Crissovo album je laděno víc baladicky ve stylu R&B. Na trh bylo dáno 5 mil. nosičů, všechna čtyři alba se dostala do první padesátky žebříčku Billboardu.
Druhým cílem Aucoinsova plánu bylo dostat členy skupiny na filmová plátna, tak aby jejich postavy upevnily mínění o jejich hrdinství. Filmovaní se uskutečnilo na jaře 1978. I když měl projekt ambice stvořit něco mezi Hard Day’s od skupiny Beatles a Hvězdnými válkami, výsledek nebyl s těmito ambicemi ve shodě. Scénář se vícekrát přepisoval a členové skupiny, hlavně Criss a Frehley, byli velmi znechuceni průběhem. Criss se odmítl zúčastnit post-produkce a nakonec byly jeho dialogy nadabovány jiným hercem. Televizní film Kiss Meets the Phantom of the Park, produkovaný společností Hanna-Barbera byl vysílaný televizí NBC 28. října 1978. I přes pohrdavé odezvy to byl televizní program s jedním z nejvyšších ratingů v tomto roce. Namísto hrdinů ale tento film předvedl členy skupiny skoro jako šaškovské, komické postavy. Umělecký propad tohoto projektu podnítil skupinu k tomu aby rozvázala vztahy s Billem Aucoinem.

### Postupný rozklad

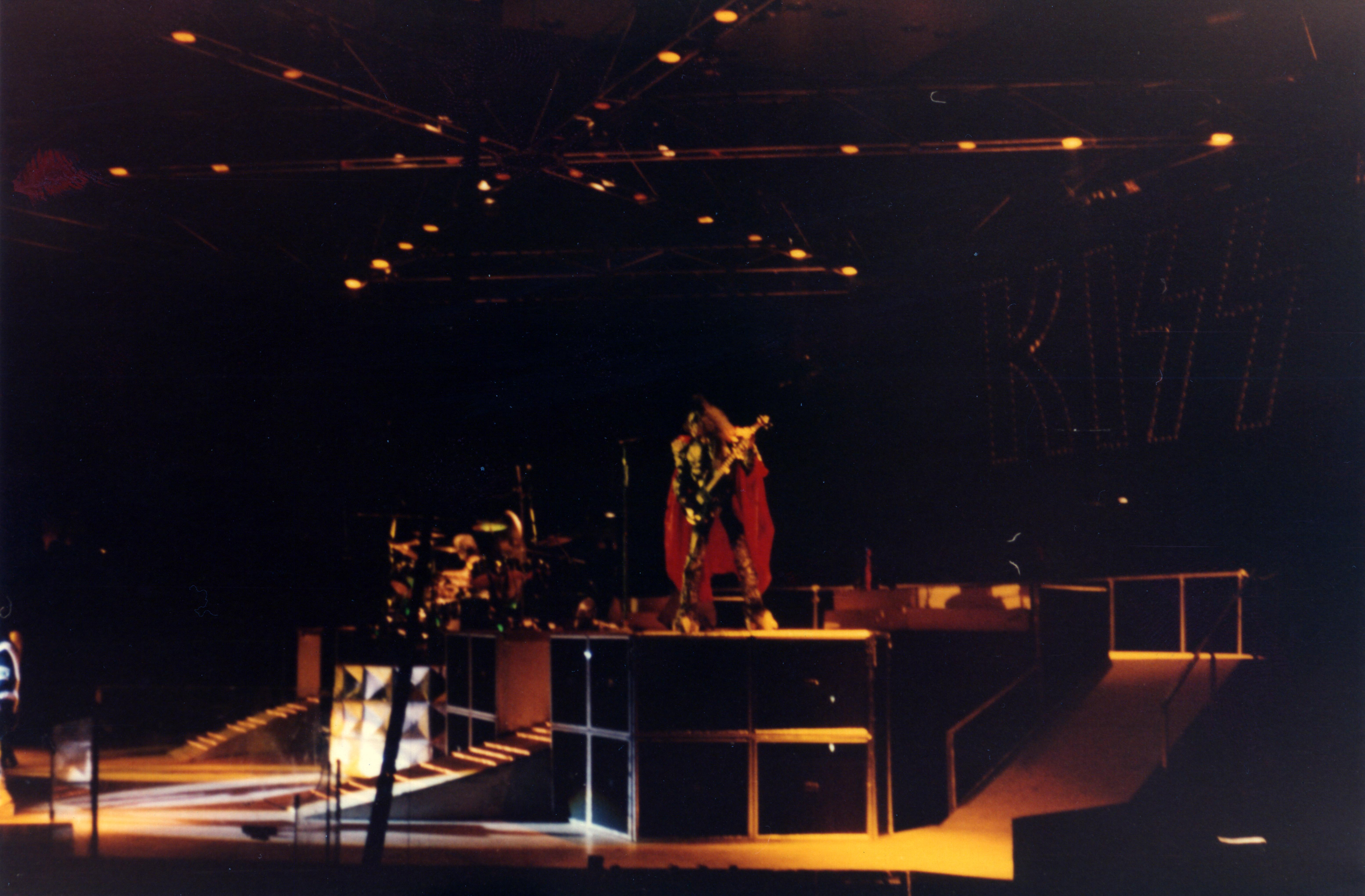
Simmons při vystoupení s Kiss roku 1979

Po dvou letech, 23. května 1979 vyšlo další společné album skupiny nazvané Dynasty, které se také stalo platinovým. Na tomto albu je největší světový hit historie skupiny Kiss, který je kombinací stylů Hard rock a Disko: I Was Made For Lovin' You.
Bicí na tomto albu nahrával Anton Fig, načež producent alba Vini Poncia dospěl k názoru, že Crissova technická úroveň není adekvátní tomu, co si skladby alba vyžadují. Jediná Crissova skladba (kterou i nazpíval) na albu je Dirty Livin‘. Následující koncertní šňůra k albu měla název The Return of Kiss. Tato šňůra byla poznamenaná poklesem návštěvnosti koncertů. Crissova technická úroveň byla opravdu slabší, někdy docházelo ke zpomalení rytmu skladeb. Poslední koncert této šňůry ze dne 16. prosince 1979 byl zároveň i posledním Crissovým vystoupením s Kiss.
Následující album Unmasked, které vyšlo 20. května 1980, bylo nahráno se studiovým bubeníkem Antonem Figem. Toto album má víc popový charakter a bylo prvním od alba Dressed to Kill, které nedosáhlo na platinový prodej. Crisse na koncertech vystřídal Eric Carr. Debutoval 25. července 1980 v dnes už neexistujícím Palladium Theatre. Tento koncert k albu Unmasked byl jediným vystoupením v USA, skupina potom absolvovala šňůru na Novém Zélandu a v Austrálii. Toto turné bylo jedno z největších zahraničních a hlavně ze strany médií bylo vnímáno pozitivně.
Pro nahrávání dalšího alba se skupina rozhodla přizvat producenta Boba Ezrina, který se osvědčil při úspěšném albu Destroyer. První tiskové zprávy hovořily o tom, že skupina se vrací k hardrockovému stylu. Nové album má název Music from „The Elder“ (1981). Je to koncepční album, na kterém hrají i středověké dechové nástroje, smyčce, harfy a syntezátory. Album bylo prezentováno jako soundtrack k filmu, který nebyl nikdy natočen. Vzhledem k této skutečnosti není jednoduché pochopit koncepci jeho dějové linie. Komerčně tento projekt úspěšný nebyl a po jeho vydání ani nenásledovalo větší koncertní turné.
V tomto období začal být vzniklou situací frustrovaný i Ace Frehley. V létě roku 1982 se rozhodl od skupiny odejít. I když už na výrobě nespolupracoval, je Frehley zobrazen na obalech následujících alb z roku 1982 Killers a Creatures of the Night.
Album Creatures of the Night se dostalo na 45. místo žebříčků popularity. Kytarové party na tomto albu nahrávalo vícero muzikantů včetně Vinnie Vincenta. Vincent oficiálně nahradil Frehleye v prosinci 1982 během koncertního turné při 10. výročí vzniku skupiny. Vincentova identita/maska, byla ve formě egyptského bojovníka. Toto turné nebylo v USA komerčně nejúspěšnější, ale skupina měla i koncerty, na kterých bylo nejvíc diváků v jejich historii, včetně 137 000 fanoušků v Rio de Janeiro, v Brazílii 18. června 1983.
Dne 25. června 1983 se uskutečnil v São Paulo poslední koncert (až do r. 1996), na kterém skupina Kiss vystupovala v maskách.

### Bez masek

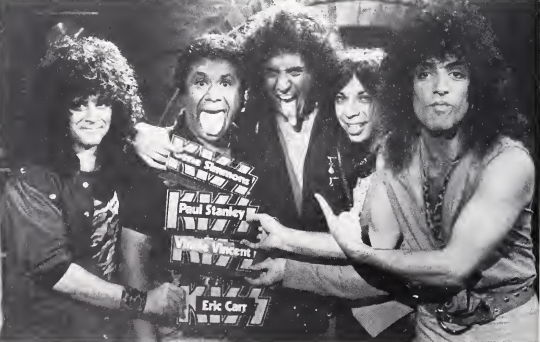
Kiss na MTV v roce 1983; poprvé se objevili na veřejnosti bez masek, zleva: Eric Carr, J. J. Jackson, Gene Simmons, Vinnie Vincent, Paul Stanley

Album Lick It Up (1983), které pomohlo znovu oživit kariéru skupiny bylo zároveň jejich prvním po demaskovaní.
Ukončení používání masek a kostýmů mělo zdůraznit změnu. Odmaskování KISS je však dnes bráno jako jedno z nejhorších rozhodnutí v hudební historii. Skupina kvůli tomu ztratila démonickou tvář, kterou předtím oplývaly jejich koncerty.
Poprvé se na veřejnosti bez masek objevili při prezentaci alb 18. září 1983 v televizi MTV. Album Lick It Up bylo po třech letech prvním, které hned získalo zlato, ale návštěvnost na turné byla slabší než při předešlém projektu. Během tohoto koncertního turné vznikaly tlaky mezi Vincentem a zbytkem skupiny, které skončily v březnu 1984 Vincentovým odchodem.

### Kytarové rošády

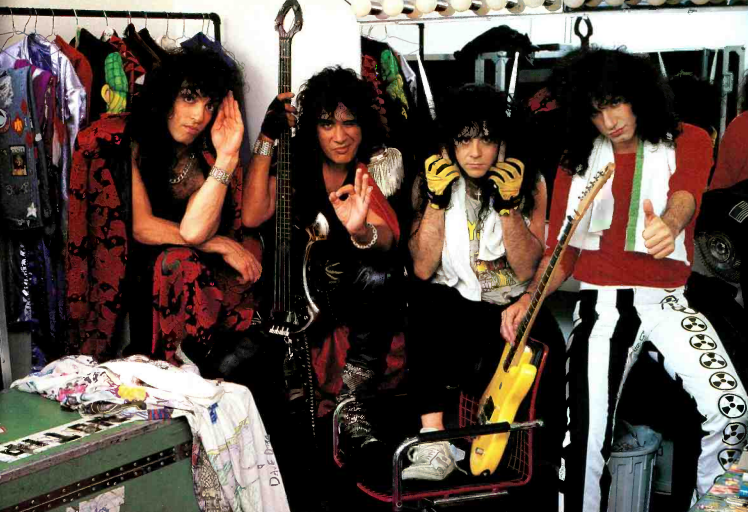
Kiss v zákulisí v roce 1988

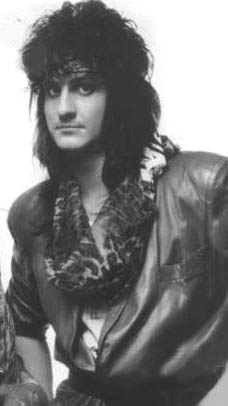
Mark St. John v roce 1984

Nahradil ho bývalý studiový hráč a učitel na kytaru Mark St. John. S tímto kytaristou skupina nahrála v září 1984 nejlépe prodávané album skupiny 80. let nazvané Animalize. I když úspěch skupiny nebyl porovnatelný s jejich zlatou érou 70. let, došlo v tomto období k výraznému zlepšení jejich postavení na hudebním trhu. St. John měl zdravotní problémy s reaktivní artritidou. Choroba ho omezovala na vystoupeních, proto došlo ke čtvrté výměně během tří let na pozici sólového kytaristy, když na tento post ve skupině nastoupil v prosinci 1984 Bruce Kullick.
Sestava Stanley, Simmons, Carr a Kullick se stala nejstabilnější od doby originální sestavy 70. let. Od poloviny 80. let vydali sérii platinových alb: Asylum (1985), Crazy Nights (1987) a kompilaci jejich největších hitů Smashes, Trashes & Hits (1988).
Album Crazy Nights bylo jedním z nejúspěšnějších alb na světě, které kdy skupina Kiss nahrála. Single Crazy, Crazy Nights dosáhl čtvrté příčky v Británii.
Poslední album 80. let Hot in the Shade sice nedosáhlo platiny, ale singl Forever, který byl zkomponován ve spolupráci s Michaelem Boltonem, dosáhl v žebříčcích 80. příčky. Bylo to nejvyšší umístění od dob singlu I Was Made for Lovin‘ You. Tento singl byl posledním singlem, který se v žebříčcích dostal do první desítky.
Po odmaskovaní skupiny ztratil Kiss svůj démonický image. Simmons, který byl do té doby vedoucí osobností, ztrácel na své atraktivitě pro fanoušky, prominentem skupiny se stal Stanley.

### Devadesátá léta
Produkcí prvního alba 90. let byl znovu pověřen Bob Ezrin. V březnu 1991, než se skupina stihla pustit do nahrávaní, zjistili lékaři u Erica Carra nádor na srdci, který mu byl v dubnu úspěšně odstraněn. Po operaci se u něj objevily nádory na plicích, proti kterým podstoupil chemoterapii. V červenci bylo vyhlášeno, že léčba byla úspěšná a Eric nad rakovinou vyhrál. V září byl poprvé hospitalizován s prvním ze dvou krvácení do mozku. Zemřel 24. listopadu, 1991 ve věku 41 let, v ten samý den, jako zpěvák skupiny Queen, Freddie Mercury.
Tragédií zničení členové skupiny Kiss se rozhodli pokračovat spolu s novým hráčem na bicí Ericem Singerem. Eric Singer, který předtím spolupracoval s Black Sabbath, Garym Moorem, Litou Ford a Alice Cooperem, byl ve skupině již známý, protože hrál na klubových akcích Paula Stanleyeho v roce 1989.
18. května 1992 vydala skupina album Revenge, které bylo více laděno v heavymetalovém stylu. Z tohoto alba je nejznámější singl Unholy. Překvapující byla podpora z tantiém na skladby pro bývalého (vyhozeného) člena skupiny Vinnieho Vincenta. Album debutovalo v první desítce žebříčku hitparád a stalo se zlatým. Na počest zesnulého Erica Carra je na albu jako závěrečná skladba zařazená starší instrumentální nahrávka s názvem Carr Jam 1981, jejíž stěžejní částí je Carrovo sólo na bicí. Nahrávky z koncertního turné Revenge Tour byly vydány na živém albu Alive III.
Na počest skupiny Kiss bylo v roce 1994 vydáno album Kiss My Ass: Classic Kiss Regrooved, které bylo kompilací jejich známých hitů v interpretaci tehdejších hvězd jako například Lenny Kravitz, Stevie Wonder, Garth Brooks (se skupinou Kiss), Anthrax, Gin Blossoms, Toad the Wet Sprocket, Shandi's Addiction, Dinosaur Jr, Extreme, The Lemonheads, The Mighty Mighty Bosstones, Yoshiki a Die Ärzte. Toto album dosáhlo 19. příčky v žebříčku Billboardu a od RIAA získalo zlato.
Roku 1995 vydala skupina knihu Kisstory, ve které byla detailní historie skupiny. V tom samém roce se skupina objevila na unikátní a pozitivně vnímané celosvětové Worldwide Kiss Convention Tour, kde prezentovala své hudební nástroje, kostýmy, vzpomínky z vystoupení, dělala i besedy s fanoušky, podpisové akce, hrála dvouhodinové akustické koncerty, na kterých hrála skladby podle spontánních požadavků publika. Na prvním koncertu v USA zpíval poprvé po 16. letech s Kiss skladby Hard Luck Woman a Nothin' to Lose bývalý člen skupiny Peter Criss.
9. srpna 1996 se se skupinou znovu spojili Criss s Frehleyem, aby si spolu zahráli v programu MTV Unplugged. Tato akce spustila vlnu spekulací o tom, že se znovu spojí původní sestava skupiny Kiss.
Pár týdnů po Unplugged se skupina (Simmons, Stanley, Kullick a Singer) střetla v nahrávacím studiu, aby nahrála po třech letech album Carnival of Souls: The Final Sessions, které bylo hotovo v únoru 1996, ale jeho vydání se opozdilo skoro o dva roky.

### Opětovné sjednocení

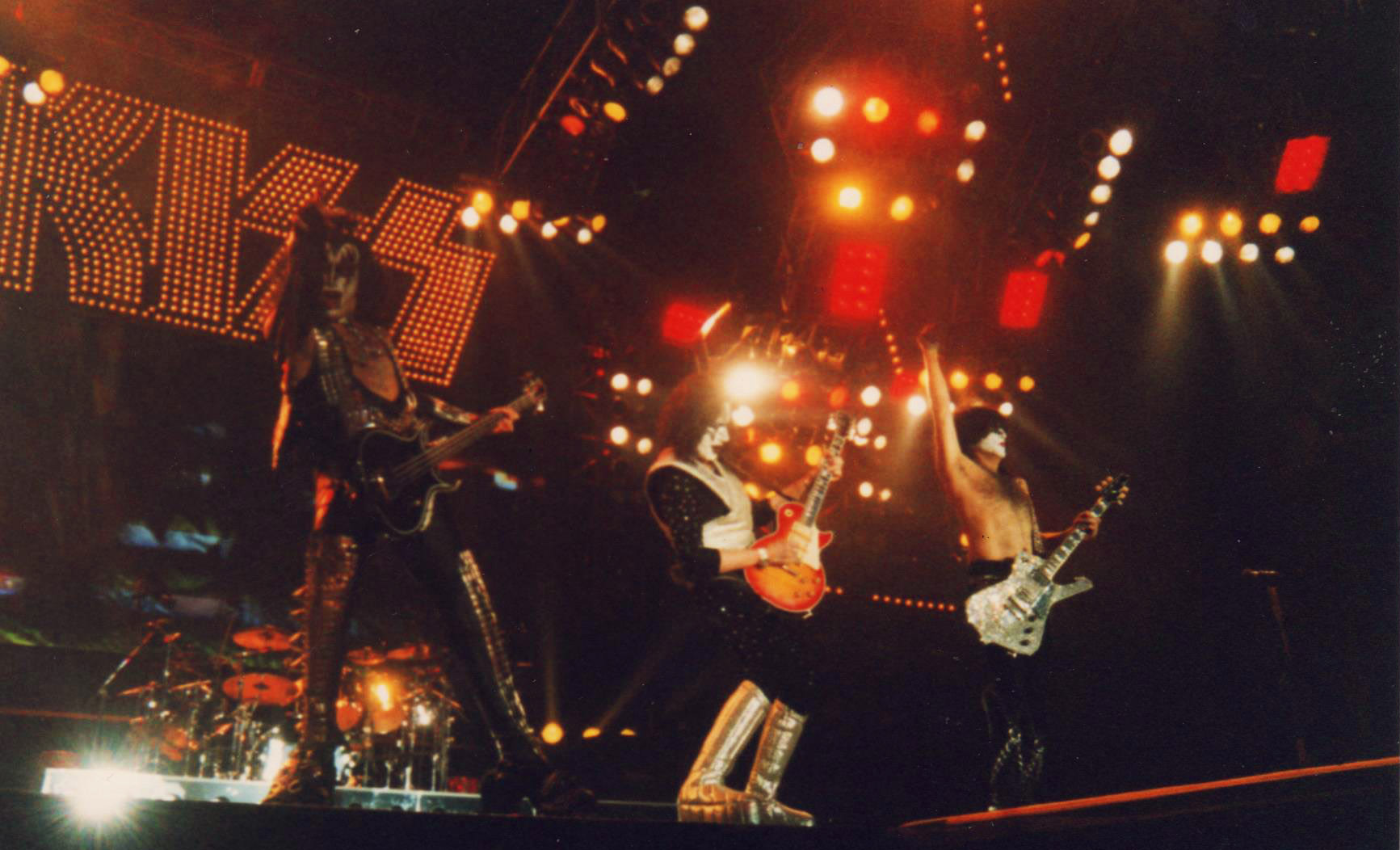
Kiss v původní sestavě vystupuje v Utrechtu v roce 1997

28. února 1996 během 36. udělování cen Grammy se v plné zbroji s maskami a v kostýmech z éry Love Gun za obrovských ovací objevila na pódiu originální sestava skupiny Kiss. 16. dubna na tiskovce v New Yorku KISS oznámili, že se rozhodli v této původní sestavě rozeběhnout koncertní šňůru s podporou svého nového manažera, kterým se stal Doc McGhee. Konference moderovaná Conanem O’Brienem byla vysílána do 58 států. 20. dubna bylo dáno do prodeje 40 000 lístků na první koncert, které byly vyprodány za 47 minut.
Prvním veřejným vystoupením byla asi jednu hodinu dlouhá show, která se konala 15. června pro výroční KROQ Weenie Roast v Irvine, Kalifornie. Turné Alive/Worldwide Tour začalo vystoupením před 39 867 diváky 28. června na Tiger Stadium v Detroitu a skončilo po 192 koncertech během 11 měsíců. Koncerty vydělaly 43,6 mil. dolarů, průměrná účast na jeden koncert byla 13 737 lidí.
Poprvé od roku 1977 vydala skupina v září 1998 společné album Psycho Circus. Hráčsky se Frehley a Criss na nahrávaní tohoto alba podíleli minimálně. Sólové kytary nahrával Bruce Kullick a budoucí člen skupiny Tommy Thayer. Většinu bicích sekcí nahrál studiový hudebník Kevin Valentine. I přes tyto rozpory dosáhlo album v žebříčcích třetí a tím i nejvyšší pozici v historii alb skupiny Kiss. Titulní skladba alba získala cenu Grammy za nejlepší hardrockovou skladbu. Turné Psycho Circus Tour začalo na Dodger Stadium v Los Angeles v noci na svátek Halloween roku 1998. Koncert byl vysílán přes FM rádia v celých USA.
Od 11. srpna 1999 má skupina Kiss svou hvězdu na Hollywood Walk of Fame v kategorii hudebního průmyslu.
13. srpna byla premiéra filmu s tématem skupiny Kiss, který měl název Detroit Rock City o čtyřech teenagerech z roku 1978, kteří jsou schopní udělat cokoliv, aby se dostali na koncert skupiny Kiss v Detroitu.
Následující měsíc skupina spolupracovala se zápasníkem World Championship Wrestling, který byl známý jako The Kiss Demon. Tvář měl namaskovanou jako Gene Simmons. Na jeho uvedení během WCW Thursday Night Thunder skupina naživo zahrála skladbu God of Thunder. Tato zápasnická postava neměla dlouhou životnost. Všechny vazby byly ukončeny, když WCW už v září toho roku rozvázalo pracovní poměr se šéfem Ericem Bishofem.

### 2000–2010

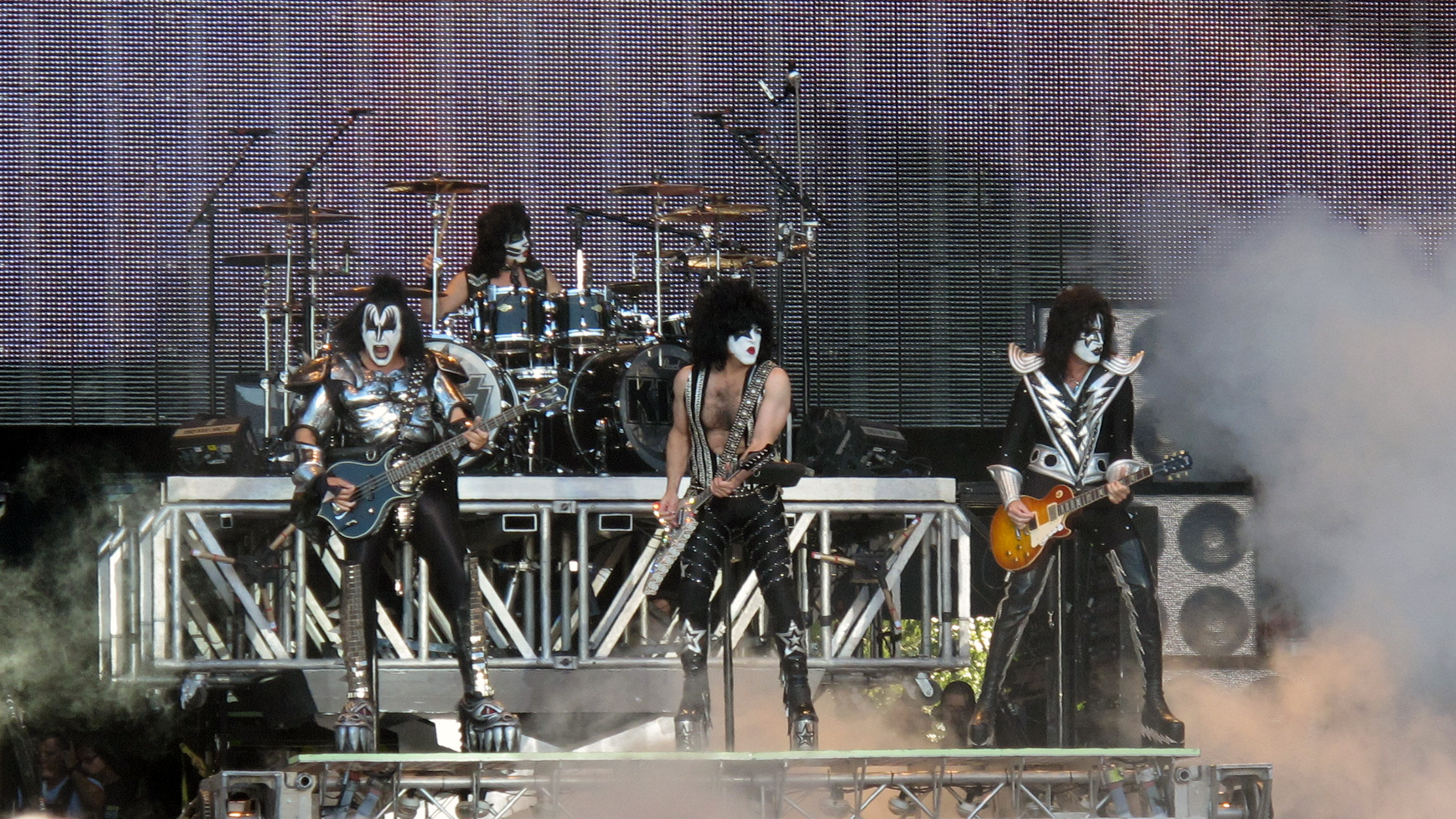
Kiss na pódiu, 10. června 2010 (Tampere, Finsko)

Dne 10. února 2000 Kiss oznámili Turné na rozloučenou. Na australské a japonské části turné nahradil Petera Crisse (v jeho masce catmana) předešlý bubeník Eric Singer, kvůli neshodám ohledně financí. Když se skupina rozhodla neukončit kariéru a pokračovat dál, na místo bubeníka se vrátil Peter Criss, ale v té době opustil Kiss Ace a na jeho místo nastoupil Tommy Thayer, který už několik let s Kiss pracoval.
V této sestavě skupina zrealizovala svůj dlouhodobý plán, 28. února 2003 nahráli koncertní album s melbournským symfonickým orchestrem a vydali ho 22. července 2003 pod jménem Kiss Symphony: Alive IV.
Poté skupinu znovu opustil Peter Criss a na jeho místo opět nastoupil Eric Singer. V této sestavě, která vydržela dodnes, objeli Kiss v roce 2004 planetu s Rock the nation world tour. Na tomto turné skupina natočila koncerty ve Washingtonu a Virginia Beach a vydali je na DVD Rock the Nation Live!.
V roce 2008 Kiss uspořádali po Evropě turné Alive 35 na oslavu výročí třiceti pěti let od svého založení. Roku 2009 pokračovali s tímto turné v Jižní Americe a v Kanadě.
5. října Kiss vydali po jedenácti letech nové album s názvem Sonic Boom, které se dostalo na druhé místo žebříčků popularity a pokračovali v turné Alive 35 po USA.
V květnu a v červnu navštívila skupina Evropu při turné Sonic Boom over Europe: From the begining to the boom.

### 2011–2016
V roce 2012 vydali album Monster a 14. června 2013 vystoupili v pražské O2 areně. Show nejen s písněmi z nového alba ale i starými hity. Koncert začal skladbou „Psycho Circus“ a obsahoval i klasické prvky KISS koncertů. Jako například plivání krve, ohně, střílení z kytar a z bazuky. Z nového alba zazněly skladby „Hell Or Hallelujah“ a „Outta This World“. Zazněly, ale také klasické hity jako „I Was Made For Lovin You“, „Detroit Rock City, „Love Gun“, „Black Diamond“, „Shout it out Loud“ atd. V dubnu 2014 byli Kiss uvedeni do Rock And Rollové síně slávy. V létě roku 2015 se skupina opět objevila v Praze, kde předvedla skvělou show k turné „40 Anniversary tour“. V roce 2016 se kapela rozhodla že vyjede na letní turné po USA s názvem „Freedom To Rock Tour“. Kapela uvedla 25. 5.2016 v kinech po celém světě koncert a dokument o kapele Kiss z koncertů v Las Vegas.

### 2017–2018

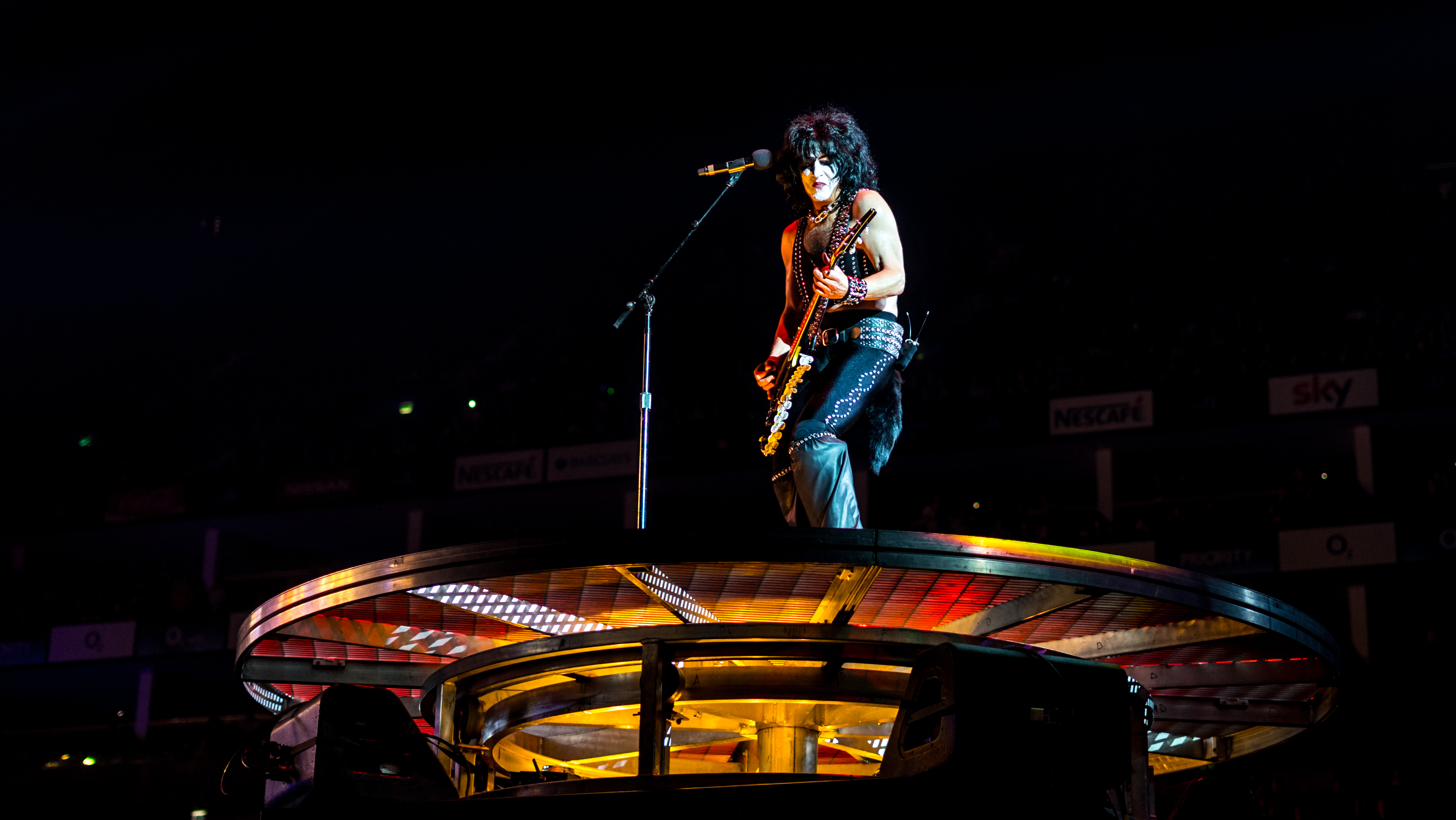
Paul Stanley mezi diváky, 31. května 2017 (O₂ arena, Londýn)

Koncem roku 2016 skupina oznámila menší turné s názvem The Kissworld Tour, které sice pobíralo v názvu světové turné, skupina však vystoupila pouze v Evropě a v Severní Americe. Kiss se nafotili v kostýmech z období desky Creatures of the Night (1982) a v těch na turné také vystupovali. V rámci evropské části se skupina zastavila opět v Česku, jako alternativu opakovaného vystupování v Praze absolvovala koncert na výstavišti v Brně, kam dorazilo asi 25 000 fanoušků.
Paul Stanley si z úcty a lásky k fanouškům nechal vyrobit speciální edici jeho kytar Ibanez PS 120, které byly na břiše vyzdobeny vlajkami evropských států. Stanley pak v těch zemích na tuto kytaru s příslušnou vlajkou hrál. Turné následovalo i v roce 2018 v předtím vynechaných španělsko-portugalských městech.

### 2019–2023

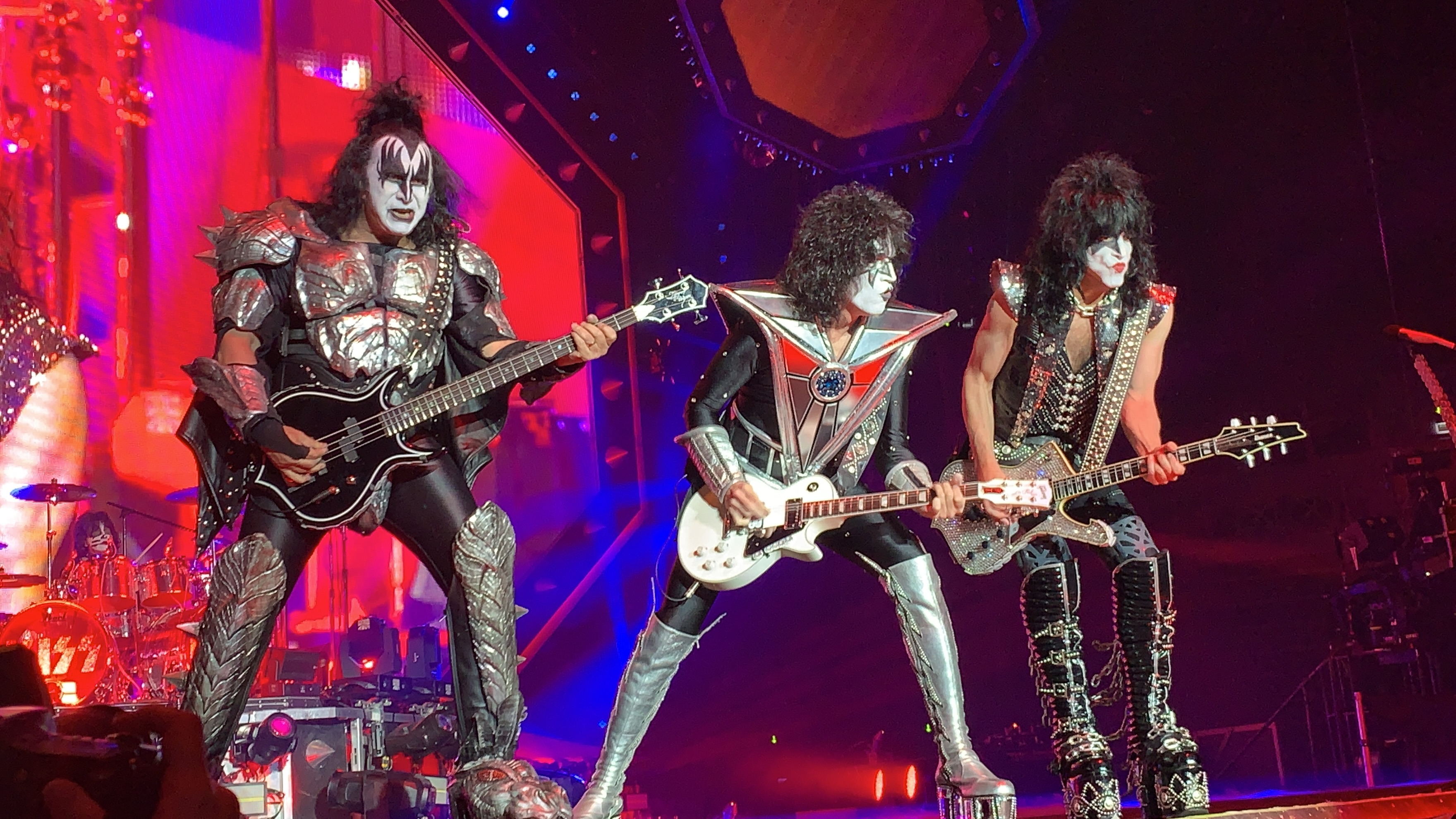
Kiss roku 2019 v Krakově

Na rok 2019 skupina naplánovala své poslední turné: End of the Road World Tour, to zakončí jejich více než 45 let dlouhou kariéru. Turné bylo zahájeno v kanadském Vancouveru v únoru 2019 a dosud bylo navštívena Sev. Amerika, Evropa a Asie. Kiss měli v plánu navštívit také Austrálii a Nový Zéland, to museli zrušit kvůli zdravotním potížím Paula Stanleyho, kterého trápí problémy s hlasivkami. V rámci turné skupina vystoupila v České republice na stadionu Sinobo v pražském Edenu, Kiss zde vystoupili jako hlavní hvězdy festivalu Prague Rocks spolu s legendárními ZZ Top, kteří jim dělali předskokany. V tento rok si Kiss také připomněli 40. výročí od vydání jejich průlomové desky Dynasty (1979), to zdůraznili výměnou kostýmů za „oprášené“ kostýmy s rysy Dynasty kostýmů a na koncertech neopomněli hrát onen hit z této desky: „I Was Made For Lovin You“. Skupina okomentovala svoji aktuální show slovy: „Aktuální show převyšuje vše, co jsme kdy připravili. Zároveň jsem nikdy doposud nestrávili tolik času u příprav“. Celá stage se může pohybovat. Je to fenomenální umělecké dílo.“
Na počátku listopadu 2019 skupina vystoupila na KISS Kruise (tj. každoroční akce na lodích s koncertem Kiss a hostů) a zároveň oznámila nadcházející termíny jejich turné pro rok 2020. Kiss by měli odehrát ještě 75 vystoupení; vystoupí v Evropě, Již. Americe, vůbec poprvé v Jihoafrické republice a zopakují si turné ve Spojených státech.
V roce 2020 skupina vysílala svůj první živý silvestrovský koncert na blízkém východě v Dubaji před hotelem na pláži Atlantis Dubaj s názvem Goodbye 2020. Skupina překonala dva rekordy v Guinnesově knize rekordů (nejvíc plamenů na hudebním koncertě a plameny do výšky až 73 metrů).
V rámci evropské části turné skupina vystoupila v pražské O2 aréně a to 13. července 2022. Definitivně posledním koncertem Kiss by měl výhledově být v New Yorku, kdy skupina odejde tam, odkud přišla, jak uváděli.
Poslední koncert v Česku skupina odehrála 10. června 2023 v pražské O2 aréně.
Kiss předvedli svou poslední show v Madison Square Garden v New Yorku 2. prosince 2023, která byla živě vysílána prostřednictvím PPV.COM. Na konci show bylo oznámeno, že kapela bude dál pokračovat až v roce 2027 jako digitální avataři pro plně virtuální jevištní show, kterou vytvořil Pophouse.

### 2025
21. března 2025 skupina KISS oznámila, že pořádají exkluzivní sjezd v Las Vegas k oslavě 50. výročí Kiss Army a 30. výročí prvního sjezdu Kiss Army Storms Vegas, který proběhne 14. a 16. listopadu 2025. Součástí sjezdu bude pobyt na 3 noci ve Virgin Hotel Las Vegas, vyfotografování s členy bez make-upu, dárek Kiss Army Storms Vegas, Q&A se členy KISS, panely a aktivity KISS Kontent, podepsaný plakát, fotky s památkami, sběratelský laminát KISS a koncerty hostů sjezdu Bruce Kulick, Black N' Blue, Sebastian Bach, Pearcy DeMartini, Quiet Riot a akustický koncert s Paulem Stanleym, Genem Simmonsem a Tommym Thayerem.

## Vlivy

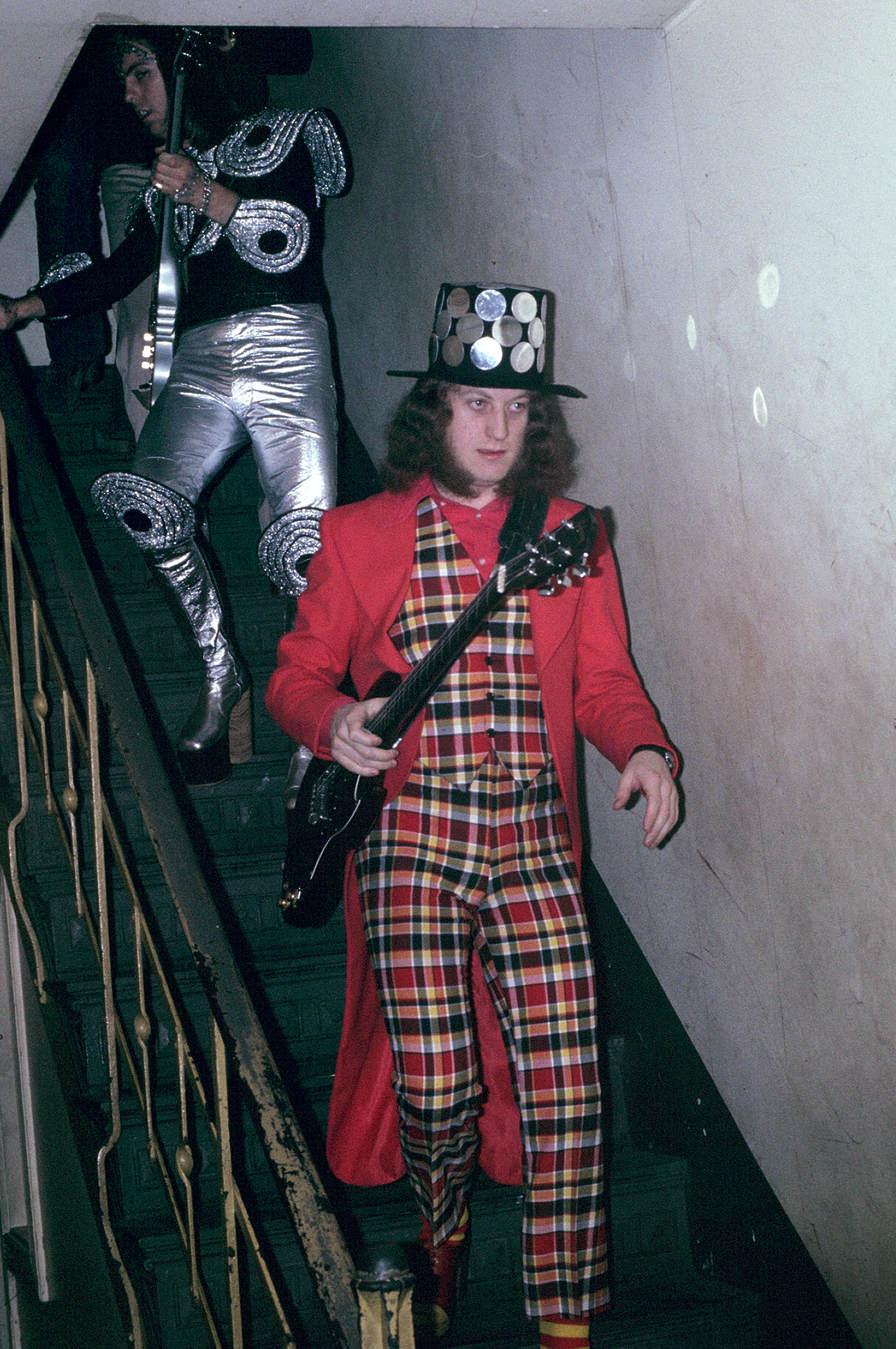
Anglická glam rock skupina Slade (foto z roku 1973) měla významný vliv na Kiss.

Kiss byli silně ovlivněni Alice Cooperem a New York Dolls, zatímco Gene Simmons prohlásil, že „hudební srdce a duše kapely leží v Anglii“. Beatles a trio rockových kytaristů Yardbirds Jimmy Page, Eric Clapton a Jeff Beck patřili mezi britské interprety, které chválil, přičemž Simmons prohlásil: „Urval jsem tolik anglických riffů, že kdyby tam nebyl britský vliv, nebyli bychom tu. Rock and Roll All Nite je přímým parchantem Mama Weer All Crazee Now od Slade. Simmons ve své knize Kiss and Make-Up o glamrockové skupině Slade napsal: „... líbilo se nám, jak se spojili s davem a jak psali hymny... chtěli jsme stejnou energii, stejnou neodolatelnou jednoduchost“.
Svět koncertních turné změnila praxe Kiss stavění jedinečně navržených scén. Turné se zvětšila, potřebovala více personálu a vybavení, včetně scén, kostýmů, zvukového a světelného zařízení a pyrotechniky, což vše vyžadovalo více nákladní dopravy a celkové náklady se zvýšily o miliony dolarů. Kiss také inovovali s výrazným rozšířením koncertního merchandisingu, kdy prodávali návštěvníkům koncertů nehudební zboží značky Kiss. Prodej merchandise pomohl zaplatit náklady na koncert a přinesl kapele zisk a také ji více zviditelnil, aniž by se spoléhal pouze na rádio. Jiné kapely kopírovaly Kiss tím, že na koncertech prodávaly své vlastní značkové zboží, což se stalo v 80. letech s rostoucími náklady na turné nutností. Kromě koncertního merchandisingu společnost Kiss rozšířila svůj vliv o kompletní minigolfové hřiště s tematikou Kiss v Rio All-Suite Hotel & Casino v Las Vegas v Nevadě.

## Kiss v Česku
- 14. a 15. prosince 1996 – Tipsport arena – Praha (Alive/Worldwide Tour)
- 7. června 1997 – Stadion Juliska – Praha (Alive/Worldwide Tour)
- 18. března 1999 – Tipsport arena – Praha (Psycho Circus Tour)
- 6. června 2008 – O2 arena – Praha (Alive 35 World Tour)
- 21. května 2010 – Ostravar arena – Ostrava (Sonic Boom Over Europe Tour)
- 23. května 2010 – O2 arena – Praha (Sonic Boom Over Europe Tour)
- 14. června 2013 – O2 arena – Praha (Monster World Tour)
- 8. června 2015 – O2 arena – Praha (The KISS 40th Anniversary World Tour)
- 20. května 2017 – Brněnské výstaviště – Brno (The Kissworld Tour)
- 19. června 2019 – Eden Aréna – Praha (End of the Road World Tour)
- 13. července 2022 – O2 arena – Praha (End of the Road World Tour)
- 10. června 2023 – O2 arena – Praha (End of the Road World Tour - poslední koncert KISS v Česku)

## Sestavy

### Sestava 1973–1980
- Paul Stanley – doprovodná kytara, zpěv
- Gene Simmons – basová kytara, zpěv
- Ace Frehley – sólová kytara, zpěv
- Peter Criss – bicí, zpěv

### Sestava 1980–1982
- Paul Stanley – doprovodná kytara, zpěv
- Gene Simmons – basová kytara, zpěv
- Ace Frehley – sólová kytara, zpěv
- Eric Carr – bicí, zpěv

### Sestava 1983–1984
- Paul Stanley – doprovodná kytara, zpěv
- Gene Simmons – basová kytara, zpěv
- Vinnie Vincent – sólová kytara, zpěv
- Eric Carr – bicí, zpěv

### Sestava 1984
- Paul Stanley – doprovodná kytara, zpěv
- Gene Simmons – basová kytara, zpěv
- Mark St. John – sólová kytara, zpěv
- Eric Carr – bicí, zpěv

### Sestava 1984–1991
- Paul Stanley – doprovodná kytara, zpěv
- Gene Simmons – basová kytara, zpěv
- Bruce Kulick – sólová kytara, zpěv
- Eric Carr – bicí, zpěv

### Sestava 1992–1995
- Paul Stanley – doprovodná kytara, zpěv
- Gene Simmons – basová kytara, zpěv
- Bruce Kulick – sólová kytara, zpěv
- Eric Singer – bicí, zpěv

### Sestava 1996–2002
- Paul Stanley – doprovodná kytara, zpěv
- Gene Simmons – basová kytara, zpěv
- Ace Frehley – sólová kytara, zpěv
- Peter Criss – bicí, zpěv

### Sestava 2004–2023
- Paul Stanley – doprovodná kytara, zpěv
- Gene Simmons – basová kytara, zpěv
- Tommy Thayer – sólová kytara, zpěv
- Eric Singer – bicí, zpěv

## Diskografie
- Kiss (1974)
- Hotter Than Hell (1974)
- Dressed to Kill (1975)
- Destroyer (1976)
- Rock and Roll Over (1976)
- Love Gun (1977)
- Gene Simmons (1978)
- Ace Frehley (1978)
- Peter Criss (1978)
- Paul Stanley (1978)
- Dynasty (1979)
- Unmasked (1980)
- Music from „The Elder“ (1980)
- Creatures of the Night (1982)
- Lick It Up (1983)
- Animalize (1984)
- Asylum (1985)
- Crazy Nights (1987)
- Hot in the Shade (1989)
- Revenge (1992)
- Carnival of Souls: The Final Sessions (1997)
- Psycho Circus (1998)
- Sonic Boom (2009)
- Monster (2012)